# The Splendor
The Splendor är en jazzkvartett baserad i Göteborg som spelar akustisk jazz med inslag av live-elektronik.
Medlemmar är Lisen Rylander Löve (sax, omnichord och live-elektronik), Fabian Kallerdahl (piano, synth), Lars "Lade" Källfelt (trummor) och Josef Kallerdahl (kontrabas).
Gruppens två första album var nominerade till Manifest-priset i kategorin ”Årets jazz”.

## Diskografi
- 2008 – Sound of Splendor
- 2011 – Delphian Palace
- 2014 – Forest